# Горелка Бабингтона
Горе́лка Ба́бингтона — форсунка для распыления жидкого топлива, в том числе низкосортных тяжёлых (маслянистых и густых) видов топлива.

## История появления
Впервые горелку такой конструкции Бабингтон описал в своем Патенте на изобретение США в 1967 г. Затем он ещё несколько раз получал Патенты на изобретения на разные модификации такой горелки с прежним основным принципом: в 1976 и 1983 годах. На сегодняшний день все патентные права перешли в общественное достояние, то есть срок патентной охраны для автора закончен. Напоминание: срок охранного действия патента действует 20 лет.

## Особенности конструкции
Основная особенность горелки: на округлую поверхность тонкой струйкой льется топливо, где оно растекается по поверхности тонкой плёнкой. Из толщи детали с округлой поверхностью под давлением выходит тонкая струйка воздуха из маленького отверстия. Эта струя воздуха отрывает микрокапли топлива от тонкой пленки жидкости на поверхности детали, что даёт тонкий сноп распыленного топлива. Этот факел 'микрокапелек' топлива и сгорает.

## Интересные факты
Горелка (форсунка) Бабингтона пользуется большой популярностью среди самодеятельных мастеров: как за лёгкость изготовления, так и за неприхотливость по части топлива. То есть, в такой форсунке возможно сжигать отработанные машинные масла или пиролизное масло, в том числе с включениями металлической стружки, песка, земли и прочего.